# شوتار و همراهان
شوتار و همراهان (انگلیسی: Chotard and Company) یک فیلم فرانسوی در سبک کمدی است که در سال ۱۹۳۳ توسط ژان رنوآر ساخته شد.